# Josef Grňa
Josef Grňa (11. srpna 1897 Předklášteří – 8. června 1967 Kroměříž) byl český právník, profesor brněnské techniky, představitel domácího odboje za 2. světové války.

## Život
Vystudoval Právnickou fakultu Univerzity Karlovy, poté nastoupil na Finanční prokuraturu v Brně, nejprve jako koncipient, později se stal vrchním komisařem, radou a v roce 1937 vrchním radou. Roku 1932 se habilitoval pro obor civilního práva procesního a stal se soukromým docentem. V březnu 1938 byl jmenován mimořádným profesorem věd právních na České vysoké škole technické v Brně. Hned na počátku druhé světové války se zapojil do domácího odboje. Stal se členem odbojové organizace Petiční výbor Věrni zůstaneme (PVVZ) na Moravě, patřil k jeho zemskému vedení. Byl pověřen vybudováním sítě PVVZ na Moravě a navázáním kontaktů na Slovensku. Dne 2. října 1941 ho v Ratajích na Kroměřížsku přišlo zatknout gestapo, podařilo se mu však uniknout. Při přechodném utajení v Žarošicích a ve Zdravé Vodě mu pomohl místní statkář a mecenáš umění Josef Frydrych. Do konce války žil v ilegalitě. Patřil k autorům politického programu PVVZ, po zatčení všech zbývajících vedoucích osobností organizace PVVZ pokračoval v odbojové činnosti ve skupině Přípravný revoluční výbor. V roce 1944 se podílel na vzniku odbojové skupiny Rada tří. Šlo o organizaci nekomunistického protifašistického odboje, která zajišťovala zejména formování partyzánských jednotek v prostoru Českomoravské vrchoviny a přijímání parašutistických výsadků ze Západu. Byl spoluzakladatelem a členem revoluční České národní rady. Po skončení války působil jako profesor národního hospodářství na brněnské technice (v letech 1948–1950 byl děkanem odboru inženýrského stavitelství a zeměměřičského inženýrství). V roce 1951 byl odsouzen za údajné neoznámení protistátní činnosti na 2,5 roku vězení. Rehabilitován byl v roce 1965. V roce 1991 se stal nositelem Řádu Tomáše Garrigue Masaryka II. třídy in memoriam.

## Dílo (výběr)
- Civilní soudce a správní akt. Bratislava, Právnická fakulta Univerzity Komenského, 1935.
- Generál Jiskra“, Brno 1971.
- Partyzánské historky. Brno, Klub Kounicových kolejí 1946.
- Sedm roků na domácí frontě. Brno 1968.
- Základy práva veřejného. Prozatímní nástin přednášek. 1949.
- Zákony stavební. Brno 1949.